# Lagoa das Traíras
Lagoa das Traíras é uma lagoa brasileira localizada no município de Osório, no estado do Rio Grande do Sul.